# Owraschnoje (Kaliningrad)
Owraschnoje (russisch Овражное, deutsch Nickelsdorf) ist ein Ort in der russischen Oblast Kaliningrad. Er gehört zur kommunalen Selbstverwaltungseinheit Stadtkreis Gurjewsk im Rajon Gurjewsk.

## Geographische Lage
Owraschnoje liegt 23 Kilometer nordöstlich der Stadt Kaliningrad (Königsberg). Zu dem Ort führt die Kommunalstraße 27K-344, die in Pirogowo (Sudnicken) von der Kommunalstraße 27K-053 nach Westen abzweigt. Bis 1945 war Sudnicken die nächste Bahnstation an der Bahnstrecke Prawten–Schaaksvitte (russisch: Lomnossowo–Kaschirskoje) der Königsberger Kleinbahn. Heute besteht keine Bahnanbindung mehr.

## Geschichte
Das bis 1946 Nickelsdorf genannte Dorf wurde 1874 in den neu geschaffenen Amtsbezirk Schaaken (russisch: Nekrassowo) eingegliedert und gehörte somit zum Landkreis Königsberg (Preußen) im Regierungsbezirk Königsberg der preußischen Provinz Ostpreußen. Am 14. Mai 1930 wurde Nickelsdorf in den Amtsbezirk Sudnicken (Pirogowo) umgegliedert, der 1939 zum Landkreis Samland kam.
1945 wurde Nickelsdorf innerhalb des nördlichen Ostpreußens der Sowjetunion zugeordnet. Im Jahr 1947 erhielt der Ort die russische Bezeichnung Owraschnoje und wurde gleichzeitig dem Dorfsowjet Kaschirski selski Sowet im Rajon Gurjewsk zugeordnet. Im Jahr 1954 gelangte der Ort in den Marschalski selski Sowet. Von 2008 bis 2013 gehörte Owraschnoje zur Landgemeinde Chrabrowskoje selskoje posselenije und seither zum Stadtkreis Gurjewsk.

### Einwohnerentwicklung
| Jahr | Einwohner |
| ---- | --------- |
| 1910 | 204       |
| 1933 | 154       |
| 1939 | 149       |
| 2002 | 30        |
| 2010 | 36        |

## Kirche
Die überwiegende Mehrheit der Bevölkerung von Nickelsdorf war vor 1945 evangelischer Konfession. Das Dorf war in das Kirchspiel Schaaken mit Sitz in Kirche Schaaken (russisch: Schemtschuschnoje) eingepfarrt und gehörte so zum Kirchenkreis Königsberg-Land II in der Kirchenprovinz Ostpreußen der Kirche der Altpreußischen Union. Heute liegt Owraschnoje im Einzugsgebiet der neu entstandenen evangelisch-lutherischen Kirchengemeinde in Marschalskoje (Gallgarben), einer Filialgemeinde der Auferstehungskirche in Kaliningrad (Königsberg) in der Propstei Kaliningrad der Evangelisch-lutherischen Kirche Europäisches Russland (ELKER).